# NE-01

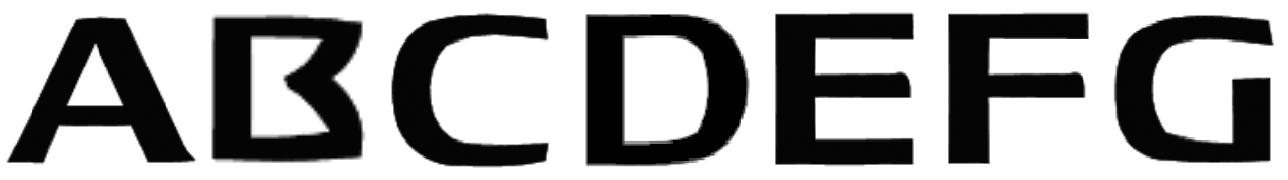
NE-01の見本 (ABCDEFG)

NE-01は、日産自動車の自動車の車名ロゴに用いられているアルファベットの書体である。

## 概要
日産自動車のブランド戦略の一環として制定され、2000年にブルーバードシルフィ (G10) に最初に採用された。現在ではほぼ全ての日産車のロゴ書体として採用されている。ただし、車種によってはアレンジが加えられているものもある。
現在、日産車のうちこのフォントを用いている車の車名はすべてアルファベットの大文字で表記されているが、NE-01は車名フォント以外でも用いられるため小文字も用意されている。また親会社でもあるルノーの社名ロゴもNE-01にアレンジが加えられたものを使用していた。

## 例外
- FAIRLADY Z - 「FAIRLADY」はNE-01を斜体にしており、「Z」のみ独自書体。2022年型（RZ34）は初代（S30）と同じ書体のエンブレムを装着する。
- GT-R
- cube
- SERENA(c28型)※
- ARIYA
- SAKURA※
- AD (前期型)※ - 但しADエキスパートの「EXPERT」はNE-01を使用。(後期型である「NV150 AD」ではNE-01採用。)

なお、※印の車種は日本国内専売車である。

## 利用場所
車名ロゴのほかにも、シルフィのグレード名であるBroughamのエンブレムに用いられたり、エクストロニックCVT（XTRONIC CVT）やクリーンディーゼル（dCi）、ハイブリッド（HYBRID）、ピュアドライブ（PURE DRIVE）のエンブレムに用いられたりしている。